# 알파 펜둘라르
알파 펜둘라르(포르투갈어: Alfa Pendular)는 포르투갈 국영철도회사 CP가 운영하는 펜돌리노 계열의 고속 틸팅열차이다. 최고 운행속도는 시속 220km이다. 하루 11회 운행을 통해 브라가, 포르투, 아베이루, 코임브라, 리스본, 파루 및 기타 중소도시를 잇는다.